# Adyashanti
Adyashanti (sanskrit: ursprunglig fred), född den 26 oktober 1962 i Cupertino, Kalifornien i USA som Steven Gray, är en andlig lärare som har skrivit böcker och är grundare av Open Gate Sangha, en icke vinstinriktad organisation som arbetar för att sprida hans budskap.